# Parallelia takaoensis
Parallelia takaoensis là một loài bướm đêm trong họ Erebidae.